# Vittorio Parmentola
Vittorio Parmentola (Oulx, 7 giugno 1903 – Torino, 19 novembre 1985) è stato uno storico del Risorgimento italiano.

## Biografia
Nel 1918, quindicenne, si iscrisse al Partito Repubblicano Italiano e l'anno successivo divenne segretario cittadino della sezione torinese. Durante il periodo fascista rifiutò la tessera del Partito Nazionale Fascista precludendo così la sua futura carriera. 
Nell'estate del 1943 ricostituì, clandestinamente, il PRI a Torino; successivamente ricoprì la carica di presidente del Comitato di Liberazione Nazionale.
Assunse importanti incarichi: membro del comitato per la celebrazione del Centenario Mazziniano a Torino; dal 1973 al 1981 direttore del Museo nazionale del Risorgimento italiano; membro della Direzione Nazionale dell'Associazione Mazziniana Italiana come direttore del giornale; segretario dell'Istituto di Studi sul Risorgimento Italiano, sezione di Torino.
Il 12 dicembre 1998 la Città di Torino lo ha ricordato intitolandogli una via.